# Alžirsko-jugoslavenski odnosi
|                                                  |       |
| Socijalistička Federativna Republika Jugoslavija | Alžir |

Diplomatski odnosi između Alžira i Jugoslavije su bili povijesni odnosi između Alžira i Socijalističke Federativne Republike Jugoslavije. Obje zemlje su se poistovjećivale sa širom mediteranskom regijom, a dijelile su i članstvo u Pokretu nesvrstanih. U razdoblju Alžirskog rata za nezavisnost Jugoslavija je pružila značajnu logističku i diplomatsku podršku alžirskoj strani, što je utjecalo na jugoslavenske odnose s Francuskom. Jugoslavija je bila prva europska država koja je otvoreno podržala FLN. Jugoslavija je zvanično priznala nezavisnost Alžira 5. rujna 1961. godine kao prva država u Europi. Država je uspostavila formalne diplomatske odnose 3 dana prije nezavisnosti 2. srpnja 1962. Ovo je dovelo do narušavanja u jugoslovensko-francuskim odnosima kada je Pariz odlučio povući veleposlanika iz Beograda. U okviru Pokreta nesvrstanih Jugoslavija je blisko surađivala s ključnim članicama Indijom i Egiptom, dok je Alžir slijedio radikalniju grupu zemalja u kojoj je Kuba igrala istaknutu ulogu.

## Povijest
U razdoblju Alžirskog rata za nezavisnost predstavnici Fronta narodnog oslobođenja opisivali su Jugoslaviju kao svog najbližeg ne-arapskog saveznika. Jugoslavija je de facto priznala FLN kao predstavnika alžirske nacije, ali je uzimajući u obzir glasna upozorenja Francuske inicijalno izbjegavala i de jure priznanje pokreta. Vjeruje se kako su prvi tajni kontakti između dvije strane uspostavljeni 1954. godine u Kairu kada je Jugoslavija zvanično prodala vojnu opremu Egiptu koja je poslije mjesec dana proslijeđena u Alžir.
U listopadu 1956. Beograd je bio domaćin sastanka između FLN-ova Mohameda Hidera i SFIO-ova Pjer Erboa, dok je Jugoslavija od 1957. napustila posredničke napore i odlučila otvoreno podržavati Alžir. Od tada je Francuska mornarica započela zaustavljati jugoslavenske trgovačke brodove na Mediteranu vjerujući kako isporučuju pomoć alžirskim pobunjenicima. Francuska mornarica je 7. kolovoza 1957. otkrila i oduzela 70 tona vojne opreme sa jugoslavenskog broda Srbija dok je najveća otkrivena isporuka otkrivena 18. siječnja 1958. godine u blizini Orana kada je na Jadrolinijinom brodu Slovenija pronađeno 148 tona vojne opreme.
Predsjednik Privremene vlade Republike Alžira Ferhat Abas posjetio je Beograd u razdoblju između 6. i 12. siječnja 1959. gdje je razgovarao s predsjednikom Jugoslavije Josipom Brozom Titom. Druga dva člana alžirske vlade, Krim Belkacem i Muhamed Jazid, su 2. veljače 1959. razgovarali sa veleposlanikom Jugoslavije u Tunisu. Jugoslavija je alžirskim borcima osiguravala hranu, lijekove i vojnu opremu, što Alžirci nisu nužno očekivali od jedne srednje velike europske socijalističke zemlje. Građani Jugoslavije rašireno su prihvaćali alžirsko iskustvo kao iskustvo koje je bilo slično ne tako dalekom iskustvu NOB-a i revolucije tijekom Drugog svetskog rata.
Zemlja je stoga obratila pažnju na kulturni aspekt Alžirskog rata i poslala je svoje fotografe poput Stevana Labudovića koji je u razdoblju 1959-1962. snimio 27 filmova i 274 fotografije, izdavane su zvanične novine El Mudžahid u beogradskom izdanju kao i prvi gramofonski snimak Kasamana, melodije himne Alžira. Dana 1. ožujka 1960. godine Nacionalni oslobodilački front (FLN) otvorio je svoj Biro u Beogradu. Nasuprot indijskoj suzdržanosti, ali uz podršku Sukarna i Kwame Nkrumah, alžirski je FLN pozvan da u statusu suverene vlade sudjeluje u prvoj Konferenciji nesvrstanih zemalja u Beogradu 1961. godine. Predsjednik Ahmed ibn Bela je posjetio Jugoslaviju i u ožujka 1964. godine.

## Spisak bilateralnih državnih posjeta

### Jugoslavenske posjeti Alžiru
- 24-30. travanj 1965: Josip Broz Tito[6]
- 5-9. studeni 1969: Josip Broz Tito[6]
- 2-10. rujan 1973: Josip Broz Tito[6]
- 28-31. svibanj 1979: Josip Broz Tito[6]
- 20-21. listopad 1979: Josip Broz Tito[6]

### Alžirski posjeti Jugoslaviji
- 9. lipanj 1959.: Ferhat Abas[6]
- 2. rujan 1961.: Benijusef Benheda[6]
- 5-13. ožujak 1964: Ahmed ibn Bela[6]
- 6-11. listopad 1966: Huari Bumedijen[6]
- 12-14. lipanj 1967: Huari Bumedijen[6]
- 15. listopad 1973.: Huari Bumedijen[6]
- 14-15. siječan 1978: Huari Bumedijen[6]
- 22 srpanj-1. kolovoz 1978: Huari Bumedijen[6]